# The Man I Love (lied)
The Man I Love is een populair lied uit 1924 van George Gershwin, op tekst van zijn broer Ira, dat een bekende jazzstandard is geworden. Het was Gershwins favoriet en ook de Franse componist Maurice Ravel was erg gecharmeerd van het lied.
Oorspronkelijk kwam het lied onder de titel “The Girl I Love" voor in de door Gershwin geschreven musical Lady, Be Good! uit 1924, een satire op de overheid. Het werd echter uit de show verwijderd, en onderging hetzelfde lot in de anti-oorlogssatire Strike Up the Band uit 1927. Het was daar dat het voor het eerst als "The Man I Love" werd opgevoerd. Na try-outs werd het in 1928 ook uit Ziegfelds Hollywoodmusical Rosalie geweerd. Niettemin is het zonder Broadway-succes ook een populair lied geworden.

## Vorm
Het lied is opgebouwd volgens de liedvorm A-A-B-A en heeft 32 maten, die ook wel eens verlengd worden naar 64 maten. Het meest kenmerkende aan het A-thema is de blue note, in dit geval de verlaagde septiem (zevende noot), die consequent in de eerste drie maten wordt gezongen of gespeeld.
De eerste vier maten van The Man I Love:

## Bekende covers
Een bekende cover van de song is Billie Holidays gezongen versie uit 1939, samen met haar 'soulmate', de saxofonist Lester Young. Ook Coleman Hawkins' opname uit 1943, eveneens op tenorsaxofoon, wordt door jazzliefhebbers bijzonder gewaardeerd.
Andere jazzmuzikanten die het lied gecoverd hebben zijn:
- Mildred Bailey
- Kenny Barron
- Michael Moore
- Sidney Bechet
- Aaron Bell
- Art Blakey
- George Braith
- Clifford Brown
- Les Brown
- Maxine Brown
- Kenny Burrell
- Don Byas
- Ray Charles
- Teddy Charles
- Herman Chittison
- June Christy
- Nat King Cole
- Eddie Condon
- Lee Wiley
- Eddie Lockjaw Davis
- Shirley Scott
- Miles Davis
- Buddy DeFranco
- Lou Donaldson
- Roy Eldridge
- Boulou Ferre
- Ella Fitzgerald
- Erroll Garner
- Dizzy Gillespie
- Benny Goodman
- Johnny Griffin
- Junior Mance
- Wilbur Ware
- Bobby Hackett
- Al Haig
- Edmond Hall
- Lionel Hampton
- Coleman Hawkins
- Eddie Heywood
- Mel Henke
- Johnny Hodges
- Peanuts Hucko
- Willis Jackson
- Harry James
- Stan Kenton
- Barney Kessel
- Gene Krupa
- Lester Lanin
- Thelonious Monk
- James Moody
- Ada Moore
- Phineas Newborn
- Red Norvo
- Anita O'Day
- Joe Pass
- Oscar Peterson
- Terry Pollard
- Luis Rovira
- Charlie Shavers
- Artie Shaw
- George Shearing
- Don Shirley
- Zoot Sims
- Frankie Socolow
- Stuff Smith
- Art Tatum
- Clark Terry
- Toots Thielemans
- Jonny Teupen
- Paul Kuhn
- Sarah Vaughan
- Charlie Ventura
- Frances Wayne
- Neal Hefti
- Randy Weston
- Mary Lou Williams
- Teddy Wilson
- Trummy Young
- Cher

## Ranking
In de ranking van Jazzstandards.com, bepaald door het aantal jazzopnames door verschillende muzikanten, staat The Man I Love hoog genoteerd op plaats 18.